# دينيس أوبراين (لاعب كرة قدم أسترالية)
دينيس أوبراين (بالإنجليزية: Denis O'Brien)‏ هو لاعب كرة قدم أسترالية أسترالي، ولد في 10 أبريل 1952.

## وصلات خارجية
- دينيس أوبراين على موقع AustralianFootball.com (الإنجليزية)
- دينيس أوبراين على موقع AFLtables.com (الإنجليزية)